# Žarana Papić
Žarana Papić (Sarajevo, 4. srpnja 1949. – Beograd, 10. rujna 2002.), srbijanska feministica, sociologinja i antropologinja, suosnivačica beogradskog Centra za ženske studije. U povijesti jugoslavenskog feminizma Žarana Papić je upamćena kao jedna od pionirki feminizma, koja je postavila visoke standarde kako u teoriji tako i u aktivizmu, boreći se za ravnopravnije i pravednije društvo.

## Životopis
Žarana Papić je rođena 1949. u Sarajevu. Njezina majka Milena rođena Šotrić (1921. – 2002.) i otac Radovan Papić (1910. – 1983.) su aktivno sudjelovali u antifašističkoj borbi, suprotstavljali se nacionalizmu i borili se za društvenu pravdu. Poslije Drugog svjetskog rata otac je bio visoki dužnosnik Komunističke partije Jugoslavije i 1955. godine su se iz Sarajeva preselili u Beograd. Godine 1968. Žarana Papić je maturirala kao studentica generacije u Petoj beogradskoj gimnaziji. Diplomirala je 1974. na katedri za Sociologiju Filozofskog fakulteta u Beogradu. Vrijeme njezinih studija se poklapa s velikim studentskim prosvjedima 1968. godine, i raznim ljevičarskim aktivnostima nakon toga. Žarana Papić je pripadala krugu mladih ljudi koji su aktivno sudjelovali u mnogim događanjima u Studenskom kulturnom centru (SKC) u Beogradu, tada najznačajnijom institucijom alternativne kulture.
Kao diplomirana sociologinja Žarana se prvi put upoznala sa suvremenom feminističkom teorijom na Konferenciji hrvatskog sociološkog društva u Portorožu 1976. godine. Iste godine je nazočila prvom kursu Ženskih studija organiziranom u Dubrovniku. Zajedno s drugim kolegicama i kolegama organizirala je listopada 1976. godine u beogradskom SKC-u prvu međunarodnu feminističku konferenciju u istočnoj Europi pod nazivom: "Drug-ca žensko pitanje, novi pristup?" Ova konferencija je predstavila novi feministički pokret i teoriju, uz gostovanje znamenitih sudionica iz cijele Europe. Konferencija je kritički preispitivala dominantan sustav, i omogućila je osnivanje tvrdog jezgra skupine feministički nastrojenih teoretičarki i aktivistica u Jugoslaviji. Konferencija je predstavljala početak feminističke kritike patrijarhata u socijalizmu.
Od 1977. godine Žarana Papić objavljuje članke na temu ženskog pitanja. Zajedno s Lydijom Sklevicky iz Zagreba urednica je knjige Antropologija žene (1983.), prvom te vrste u Jugoslaviji. Magistrirala je 1986. s temom "Feministička kritika sociologije" na Odsjeku za antropologiju Filozofskog fakulteta u Beogradu. Rad je objavljen 1989. pod nazivom "Sociologija i feminizam". Papićeva 1989. postaje asistentica na predmetu društvena antropologija na Odsjeku sociologije. Doktorirala je s tezom: "Dijalektika spola i roda - priroda i kultura u suvremenoj socijalnoj antropologiji" i dobiva mjesto docentice na istoj katedri. Redovito je predavala Društvenu i kulturnu antropologiju i Studije roda kao izborni predmet. Njen doktorat je objavljen 1997. godine pod nazivom: "Spolnost i kultura: tijelo i znanje u suvremenoj antropologiji".
U vrijeme raspada Jugoslavije početkom 1990-tih Žarana Papić je pripadala onom manjem broju intelektualaca koji su odbacili rat, nacionalizam i multietnički konflikt. Papićeva je dala veliki doprinos feminističkom razumijevanju prirode konflikta koji su bjesnili Jugoslavijom objavljivanjem radova u kojima je jasno povezivala nacionalizam, patrijarhat i rat. Bila je jedna od osam žena koje su osnovale Centar za ženske studije u Beogradu 1992. godine, kao alternativno mjesto za ženske intelektualne i antiratne aktivnosti. U Centru je predavala antropologiju roda.
Zalagala se aktivniju ulogu žena u političkom životu zemlje. Podržavala je osnivanje skupine za promociju ženskih političkih prava Glas razlike (2000.); sudjelovala u proturatnim prosvjedima u Beogradu 1991. i 1992. godine i aktivnostima Žena u crnom; podržavala je Autonomni ženski centar protiv seksualnog nasilja kao i gej i lezbijski pokret u Srbiji držeći 2001. godine predavanja na teme Queer studija. Predavala je i na Alternativnoj akademskoj obrazovnoj mreži, koja je predstavljala alternativu Sveučilištu pod kontrolom Miloševićeve vlasti.
Jedan od posljednjih tekstova Žarane Papić nosi naslov "Bosanke, Albanke i Romkinje su naše sestre: Feministička politika u Srbiji".
U proljeće 2002. majka joj umire poslije duge bolesti. Te godine Žarana Papić je krenula na svoje posljednje putovanje, koje je trajalo od 25. svibnja do 9. lipnja kao dio projekta Balkanske žene za mir. Uskoro po povratku 10. rujna 2002. iznenada umire u svom stanu, u Beogradu.

## Nasljeđe
Poštujući njezinu dugogodišnju suradnju s francuskim akademskim institucijama, postumno joj francuska vlada dodjeljuje Palmes Academiques i dobiva zvanje Chevalier dans l’Ordre des Palmes Academiques. Godine 2003. Centar za Ženske studije u Beogradu je dobio Legat Žarane Papić, koji sadrži preko 2.000 naslova kao i materijal i dokumentaciju od neprocjenjive vrijednosti za povijest ženskog i feminističkog pokreta u Srbiji i bivšoj SFR Jugoslaviji. U Sarajevu postoji Feministička škola ˝Žarana Papić˝.

## Teorija
U knjizi "Spolnost i kultura" Papićeva kritizira suvremena shvatanja oporbe priroda/kultura, prije svega model strukturalne antropologije Claude Lévi-Straussa. Ona odnos prirode i kulture smatra fundamentalnim antropološkim problemom, posebice ako je riječ "o interpretaciji prirode kao specifičnom kulturnom sklopu naglasaka i previđa u tumačenju toga što priroda 'jeste'. Središte njezine kritike su pojmovi spola i roda.
U članku "Nacionalizam, patrijarhat i rat u bivšoj Jugoslaviji", Žarana Papić je pokušala objasniti zločine koji su počinjeni. Ona smatra da je ratna propaganda razvila mržnju između etničkih skupina ili nacija s ciljem izazivanja neprijateljstva. Pritom, razne nacionalističke ideologije su promovirale agresivnu i nasilnu muškost čije je barbarsko ponašanje opravdano u ime nacije. Kada se ljudska prava tako uništite, ženska prava se brišu i žene se svode na supruge i majke koje osiguravaju buduće branitelje naroda. Ona zaključuje da je u uvjetima rata rodna politika definirana tako da se muškarci uglavnom nalaze na bojnom polju a žena u kući.

## Djela
- Antropologija žene, priredila s Lydijom Sklevicky (Beograd, 1983.)
- Sociologija i feminizam: savremeni pokret i misao o oslobođenju žena i njegov uticaj na sociologiju (Beograd, 1989.)
- Polnost i kultura, telo i znanje u socijalnoj antropologiji (Beograd, 1997.)
- Bivša muškost i ženskost bivših građana bivše Jugoslavije (Beograd, 1992.)

## Vanjske poveznice
- Žarana Papić biografija  Arhivirana inačica izvorne stranice od 4. ožujka 2016. (Wayback Machine) (astra.org)
- Žarana Papić biografija (Ženske studije)